# Jan Durczak
Jan Durczak (ur. 7 sierpnia 1884 w Ustroniu, zm. 31 maja 1945 w Białej) – polski działacz socjalistyczny (PPSD i PPS) i związkowy, parlamentarzysta. Poseł na Sejm Ustawodawczy w latach 1919–1922, członek Związku Polskich Posłów Socjalistycznych. 

## Dzieciństwo i młodość
Urodził się w rodzinie robotniczej. Po ukończeniu pięcioklasowej szkoły ludowej i służby w wojsku austro-węgierskim pracował w zakładach metalowych w Witkowicach, a od 1910 w fabryce śrub w Sporyszu. Tam zaangażował się w działalność związku zawodowego metalowców i wstąpił do PPSD. W trakcie I wojny światowej był kapralem saperów w armii austriackiej. Po wojnie wrócił do Sporysza i w 1918 został przewodniczącym Komitetu Miejscowego PPSD oraz oddziału związku zawodowego metalowców.

## W Polsce niepodległej
W wyborach parlamentarnych w 1919 uzyskał mandat z listy nr 5 (PPSD), w okręgu wyborczym nr 38 (Wadowice). W Sejmie Ustawodawczym pracował w komisji petycyjnej. Po zakończeniu kadencji powrócił do fabryki śrub, a następnie został księgowym w Kasie Chorych w Żywcu. Pracował tam do 1933 w Żywcu, następnie w wyniku działań administracyjnych został przeniesiony do Kasy Chorych w Białej, gdzie pracował do 1939.
Pracował jako urzędnik w Kasach Chorych, do 1933 w Żywcu i do 1939 w Białej. Kierował działalnością Komitetu Powiatowego PPS i Klasowych Związków Zawodowych w Żywcu. Kandydował z list PPS do parlamentu bez sukcesu w wyborach w 1922 i 1928. Od 1928 był prezesem Rady Klasowych Związków Zawodowych w Żywcu. Od 1928 do 1932 był również członkiem Okręgowego Komitetu Robotniczego PPS Śląska Cieszyńskiego. 

## II wojna światowa
W trakcie II wojny światowej zaangażowany w podziemną działalność PPS-WRN. Po wojnie, w 1945, reaktywował Ubezpieczalnię Społeczną w Białej i otrzymał z ramienia "lubelskiej" PPS propozycję objęcia stanowiska burmistrza. Funkcji jednak nie objął z powodu śmierci.